# Salvaje Pequeña
Salvaje Pequeña o Pitón Grande (en portugués Selvagem Pequena) es una isla situada al sureste de Salvaje Grande, en el archipiélago de las islas Salvajes, que forman parte de la portuguesa Región Autónoma de Madeira. La isla se encuentra a unas 300 millas de Madeira y  a alrededor de 160 de las islas Canarias.
La Salvaje Pequeña es una isla que tiene una elevación baja, rodeada de bancos de arena que le permiten duplicar su superficie en función de la marea. Además de zonas rocosas, la isla todavía tiene dunas de arena y tiene una playa de arena blanca. Tiene una superficie de solo 20 hectáreas.
Hay un faro activo de la estación de vigilancia de la Reserva Natural de las Islas Salvajes, que sirve a la casa de los vigilantes que van allí a partir de abril a noviembre, un momento en que las condiciones del mar lo permiten, mientras que durante el invierno, esta isla es casi inaccesible. A menudo encontramos restos de derrames de combustible.
Su elevación es sólo Pico do Veado, una colina rocosa de 49 metros de altitud en la costa norte de la isla. 
- Datos: Q340091
- Multimedia: Selvagem Pequena / Q340091